# Serjania hatschbachii
Serjania hatschbachii är en kinesträdsväxtart som beskrevs av M.S. Ferrucci. Serjania hatschbachii ingår i släktet Serjania och familjen kinesträdsväxter. Inga underarter finns listade i Catalogue of Life.